# روبن بوتا
روبن بوتا إرجنتيني الجنسية يبلغ من العمر 23 عام وهو من مواليد 31 يناير 1990 ، حالياً يلعب لـ نادي إنتر ميلان الإيطالي.

## روابط خارجية
- روبن بوتا على موقع إي إس بي إن إف سي (الإنجليزية)
- روبن بوتا على موقع قاعدة بيانات كرة القدم.إي يو (الإنجليزية)
- روبن بوتا على موقع Soccerway.com (الإنجليزية)
- روبن بوتا على موقع عالم كرة القدم.نت (الإنجليزية)
- روبن بوتا على موقع AS.com (الإسبانية)